# Nika (upor)
Upor Nika (grško Στάσις τοῦ Νίκα, latinizirano: Stásis toû Níka) je bil upor proti bizantinskemu cesarju Justinijanu I. v Konstantinoplu, ki je trajal en teden leta 532. Upor pogosto velja za najbolj nasilnega v zgodovini mesta, saj je bila požgana ali uničena skoraj polovica Konstantinopla in ubitih več deset tisoč ljudi. 

## Ozadje
Bizantinsko cesarstvo je imelo dobro razvita združenja, znana kot demi (demes),  ki so podpirala različne frakcije ali ekipe tekmovalcev v določenih športih, zlasti v dirkah z vozovi. V dirkah z vozovi so bile sprva štiri glavne frakcije, ki so se razlikovale po barvi oblačil tekmovalcev. Enake barve so nosili tudi njihovi privrženci. V te štiri frakcije so spadali Modri (Veneti), Zeleni (Prasini), Rdeči (Russati) in Beli (Albati). Do 6. stoletja so ostali pomembni samo Modri in Zeleni. Cesar Justinijan I. je podpiral Modre, vendar se je njegova podpora Modrim zmanjšala, ko je v zgodnjih letih svoje vladavine zavzel bolj nevtralno držo in poskušal omejiti moč frakcij. Ob naraščajočih napetostih med frakcijami je bila politika nepristranskosti lahko nevarna. Justinijanova prejšnja goreča podpora Modrim je povzročila, da je bil videti pristranski in je do leta 532 prispevala k slabšanju njegovega nadzora nad prestolnico.
Demi so postali središče različnih družbenih in političnih razprav, za katere preprosto bizantinsko prebivalstvo ni imelo drugih ustanov. V demih so se združili vidiki uličnih tolp in političnih strank ter zavzeli stališča do aktualnih vprašanj, vključno s teološkimi in kandidati za prestol. Na cesarsko politiko so pogosto poskušali vplivati z glasnimi protesti. Cesarska vojska in straže brez sodelovanja frakcij, ki so jih podpirale mestne aristokratske družine, niso mogle vzdrževati reda v mestu. Nekatere družine so celo verjele, da imajo večjo pravico do prestola kot Justinijan. 
Leta 531 je bilo nekaj članov Modrih in Zelenih aretiranih zaradi umorov med izgredi po dirki z vozovi. Razmeroma omejeni izgredi po dirkah niso bili neobičajni, podobno kot danes po nogometnih tekmah. Večina morilcev je bila 10. januarja 532 usmrčena. Dva obtožena, modri in zeleni, sta pobegnila. Skrila sta se v cerkev, ki jo je obkrožila jezna drhal. 
Justinijan je bil nervozen. Bil je sredi pogajanj s Perzijci o miru na vzhodu ob koncu iberske vojne, zdaj pa se je soočil z morebitno krizo v svojem mestu. Meščanom je obljubil, da bo 13. januarja dirka z  vozovi, in kazni spremenil v zaporno kazen. Modri in zeleni so se na zaporno kazen odzvali z zahtevo po pomilostitvi obeh obsojenih. Ko Justinijan njihovih zahtev ni uslišal, sta se obe frakciji združili pod parolo "Nika" (slovensko zmaga, zmagaj ali osvoji) in začeli nemire.

## Vzroki
Justinijan in njegova vidna uradnika Ivan Kapadokijski in Tribonijan so se soočali s precejšnjim neodobravanjem javnosti zaradi uvedbe visokih davkov, obtožb o korupciji zoper oba uradnika, in poročila o grobem ravnanju z dolžniki. Justinijan in Ivan sta zmanjšala izdatke za javno upravo in sprejela ukrepe za boj proti korupciji v državni upravi. Ivan je bil še posebej nepriljubljen med senatorskimi elitami, ki jih je močno prizadela nova davčna politika, ki je ciljala na najbogatejše v družbi. Slednje je bilo verjetno vzrok, da so se v nemire vključili tudi senatorji. Vrstam Zelenih so se pridružili številni plemiči, ki so zaradi reforme javnih služb izgubo moč in bogastvo. Justinijan je poskušal zmanjšati vpliv obeh združb. Zeleni so to razumeli kot zatiralsko dejanje, podobno kot so razumeli reforme državne uprave, medtem ko so Modri v tem čutili izdajo. Rimljani so svojo zakonodajo na splošno razumeli kot sredstvo za razlikovanje civiliziranih Rimljanov od "barbarov". Imela je tudi verski pomen, saj so verjeli, da jih je "izbral Bog" kot simbol pravičnosti. Posledično se je na uspešno izvedbo pomembnih pravnih reform gledalo kot na legitimnost cesarjeve vladavine, medtem ko se je na pomanjkanje napredka na tem področju gledalo kot na znak božjega nezadovoljstva. Za urejanje Teodozijevega zakonika je cesar potreboval devet let, medtem ko je Justinijan I. za pripravo svojega potreboval trinajst mesecev.
Pred nemiri Nika januarja 532 se je tempo pravnih reform znatno upočasnil. Justinijan je bil v tem času vpleten v neuspešno vojno s Perzijci. Začetni zmagi pri Dari spomladi 530 in Satali poleti 530 sta začasno okrepili cesarjev položaj, potem pa se je porazu pri Kaliniku leta 531 njegov ugled znatno poslabšal. Pravne reforme so že od samega začetka naletele na odpor aristokracije, saj so odpravile možnost uporabe obskurnih zakonov in sodne prakse za izogibanje neugodnim sodbam. Poleg tega sta bila tako Justinijan kot njegova žena Teodora nizkega rodu. Zeleni so bili monofizitska skupina in so zastopali interese premožnih aristokratov brez zemlje, med katere Justinijan ni spadal. Njihovo jezo je še povečala Justinijanova zavrnitev amnestije obsojenima med nedavnimi nemiri. Frakcije so postale nasilne, podtikale požare in neselektivno napadale cesarsko stražo. Drugi vzrok, ki bi lahko povečal intenzivnost nemirov, je bilo dejstvo, da je bila moč teh frakcij pod Justinom dolgo časa nenadzorovana, pod Justinijanom pa se je rivalstvo med Zelenimi in Modrimi zaradi Justinijanove podpore Modrim zaostrilo. Nenavadno je, da sta se sicer rivalski stranki med uporom Nika združili in se militarizirali, kar je še povečalo resnost upora.

## Nemiri
Časovnica nemirov Nika ni natančna in izhaja iz različnih virov, vključno z Ivanom Malalom in Prokopijem. Na začetku ni bilo videti, da bi bil končni cilj nemirov odstavitev  Justinijana I. Prvi dnevi nemirov so bili bolj  predstava tipičnega vandalizma in huliganstva, ki so ga poslabšali čustveni odzivi na pobegla Modrega in Zelenega  kriminalca. Cilj je bil predvsem osvoboditev aretiranih izgrednikov. Prebivalcev niso pomirile Justinijanove prazne obljube o spremembah. K temu, da bi se osredotočili na Justinijanovo odstavitev, jih je verjetno spodbudilo oportunistično posredovanje senatorjev. Nemiri so bili podobni  drugim v tem obdobju, vendar so izstopali zaradi nasilja, ki je vključevalo metanje kamenja, kar je Justinijan v svojem dekretu proti nemirom iz leta 527 prepovedal.
13. januarja 532 je jezna množica prišla na Konstantinopelski hipodrom, cesar pa je iz lože svoje palače vodil dirke. Množica je Justinijana obkladala z žaljivkami, med 22. dirko pa se je navijanje iz vzklikov "Modri!" ali "Zeleni!" spremenilo v enoten vzkik  "Nίκα!", ki lahko pomeni zmaga, zmagaj ali osvoji. Množica je začela napadati cesarsko palačo in jo naslednjih pet dni oblegala. Podtaknjeni požari so uničili velik del mesta, vključno s Hagijo Sofijo, ki jo je Justinijan pozneje obnovil. 
Domneva se, da je Justinijan 14. januarja, na drugi dan nemirov, namesto da bi se pogajal o političnih koncesijah, ponudil izgrednikom več novih dirk in iger, kar ni zaustavilo nasilja. V preteklosti so cesarji v takih primerih igre odpovedali ali prekinili.
Nekaj  senatorjev je v nemirih videlo priložnost za strmoglavljenje Justinijana, saj so nasprotovali njegovim novim davkom in njegovi pomanjkljivi podpori plemstvu. Izgredniki so začeli, verjetno na njihovo spodbudo, zahtevati cesarjev odstop in razrešitev Ivana Kapadokijskega in kvestorja Tribonijana. Z novega cesarja so razglasili Hipatija, nečaka prejšnjega cesarja Anastazija I. Nekateri zgodovinarji menijo, da je Justinijan morda namerno izzval nemire, da bi se mu razkrili politični tekmeci v senatu, med njimi tudi Hipatij. Stališče je veljalo za zelo radikalno in so ga drugi zgodovinarji zavrnili.
Justinijan je razmišljal o begu, a naj bi ga njegova žena Teodora odvrnila z besedami: "Tisti, ki nosijo krono, ne smejo nikoli preživeti njene izgube. Nikoli nočem dočakala dneva, ko ne bom pozdravljena kot cesarica".  K njenim besedam je Prokopij dodal: "Kdor se rodi na svetlobo dneva, mora prej ali slej umreti; in kako si lahko cesar sploh dovoli, da bi bil ubežnik". Četudi je bila pot za beg čez morje odprta, je Teodora vztrajala, da bo ostala v mestu, pri čemer je citirala starodavni rek: "Kraljevstvo je lep pogrebni prt". Vse izreke je cesarici pripisal Prokopij in v resnici verjetno sploh niso bili izrečeni. Cesar je verjetno za nekaj časa odšel iz palače in morda upal ne prihod vojske iz Trakije.
Justinijan je skoval načrt, ki je vključeval  priljubljenega evnuha Narsa ter generala Belizarja in Munda. Nars je neoborožen in z vrečo zlata vstopil na hipodrom in se v štabu Modrih začel pogajati. Ko je mednje razdelil zlato, so se začeli voditelji dogovarjati med seboj in nato nagovorili svoje pristaše. Sredi Hipatijevega kronanja so številni Modri zapustili hipodrom, Zeleni pa so ostali. Na hipodrom je nato vdrla vojska pod Belizarjevim in Mundovim vodstvom in pobila vse preostale, ne glede na to, ali so bili Modri ali Zeleni.

## Posledice
Po Prokopiju je bilo ubitih okoli 30.000 ljudi. Med njimi je bilo verjetno veliko takih, ki jih je v kaosu poteptala množica in jih niso ubili cesarski vojaki. Justinijan je ukazal Hipatija usmrtiti in izgnati senatorje, ki so podpirali upor. Nekaj uradnikov je odpustil na zahtevo izgrednikov, Ivan Kapadokijski pa je obdržal svoj položaj. Nato je obnovil Konstantinopel in Hagijo Sofijo in ponovno vzpostavil svojo oblast. Do konca njegove  vladavine ni bilo več nobenega upora. Zgodovinarji ugotavljajo, da je Justinijanova neodločnost do cirkuških frakcij omogočila mafiji, da je podtaknila nemire, in hkrati to, da bi se to zgodilo tudi njegovim predhodnikom, če ne bi bili dosledni.

## Vira
- Diehl, Charles (1972). Theodora, Empress of Byzantium. Frederick Ungar Publishing, Inc. ISBN 0-8044-1230-8. Popular account based on the author's extensive scholarly research.
- Weir, William (2004). 50 Battles That Changed the World: The Conflicts That Most Influenced the Course of History. Savage, Md: Barnes and Noble Books. ISBN 0-7607-6609-6.